# Trilasma tempestado
Espèce
Trilasma tempestado est une espèce d'opilions dyspnois de la famille des Nemastomatidae.

## Distribution
Cette espèce est endémique du Nuevo León au Mexique. Elle se rencontre dans  les grottes Cueva de Polvo Tempestado, Pozo de las Pantaletas et Sótano de las Tres Ventanas.

## Description
La femelle holotype mesure 2,6 mm et le mâle paratype 2,1 mm.

## Systématique et taxinomie
Cette espèce a été décrite par Shear en 2010.

## Étymologie
Son nom d'espèce lui a été donné en référence au lieu de sa découverte, la grotte Cueva de Polvo Tempestado.

## Publication originale
- Shear, 2010 : « New species and records of ortholasmatine harvestmen from México, Honduras, and the western United States (Opiliones, Nemastomatidae, Ortholasmatinae). » ZooKeys, vol. 52, p. 9–45.